# Sean Callery
Sean Callery (Hartford, Connecticut) é um músico norte-americano que compõe trilhas sonoras para a televisão e cinema. Seus mais famosos trabalhos deram-se na aclamada série 24 Horas e La Femme Nikita, seriado canadense. Venceu o Emmy em três ocasiões, em 2003, 2006 e 2010, por seu trabalho em 24 Horas. Também assina a trilha musical de Jessica Jones, série da Netflix de 2015.